# Gobierno regional de Crimea
El Gobierno regional de Crimea (en ruso: Крымское краевое правительство, romanizado: Krymskoe kraevoe pravitel'stvo) se refiere a dos regímenes sucesivos de efímera existencia entre 1918 y 1919 en la península de Crimea.

## Historia
Después de la Revolución de Octubre de 1917, los tártaros proclamaron la República Popular de Crimea, pero fue invadida a comienzos de 1918 por tropas bolcheviques y establecieron la República Soviética Socialista de Taúrida. Después las fuerzas de la República Popular Ucraniana y del Imperio alemán invadieron en abril. 
El primer gabinete de gobierno fue formada el 25 de junio como un protectorado alemán encabezado por el primer ministro, del Interior y de Relaciones Exteriores, Maciej Sulkiewicz (1865-1920), impopular general de la etnia de los tártaros de Lipka. Aunque los ucranianos querían unir la península a su territorio, los alemanes se opusieron, lo que no impidió negociaciones para una posible unión entre septiembre y octubre. Sulkiewicz perdió el poder el 15 de noviembre tras la retirada alemana. Los crimeos caraítas (seguidores del caraísmo) y kadetes se hacen con el poder al mando de Solomón Samoilovich Krym (1864-1936). Este gobierno liberal y antibolchevique fue sucedido por otro gobierno de kadetes con Maxim Vinaver (1863-1926) como ministro de relaciones exteriores y Vladímir Dmítrievich Nabókov (1870-1922) como ministro de justicia. A inicios de noviembre los Aliados desembarcaron pero se retiraron a inicios del año siguiente. La retirada de estos y los Imperios Centrales significó que los crimeos volvieron a ser completamente dependientes de los rusos. 
El nuevo gobierno empezó a desmoronarse a comienzos de 1919, debido a las tensiones de Antón Denikin (1872-1947), líder del Ejército Blanco y Krym. El 2 de abril los bolcheviques consiguieron reconquistar la capital, Simferópol, y el 15 de abril el gobierno fue disuelto oficialmente. Se proclamó la República Socialista Soviética de Crimea el 5 de mayo.